# Arthur Pink

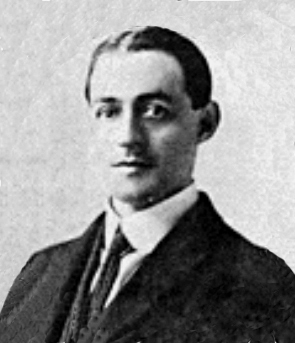
Arthur Pink.

Arthur Walkington Pink, (1 april 1886 - 15 juli 1952) was een Brits evangelist en bijbelleraar. Hij was baptist, maar stond bekend om zijn sterk calvinistisch en puriteins onderwijs. In zijn biografie over Arthur Pink zegt Iain Murray dat Pink wel Baptist geworden was (vrij snel na zijn uittreding uit het Theosofisch Genootschap), maar dat hij het onderwerp van de doop liever vermeed omdat hij zich 'met dingen bezighield die hij belangrijker vond', en omdat hij 'geen scheuringen wilde veroorzaken in een tijd waarin het liberalisme en profetische speculaties toch al zo om zich heen begonnen te grijpen'. In zijn Studies in de Schriften eindigde hij altijd met een brief. In een van deze brieven (in de twintigste editie van Studies in de Schriften) schrijft hij dat hij geen lid was van een bepaalde denominatie vanwege zijn bediening als schrijver; als hij wel lid zou worden van een bepaalde denominatie, vreesde hij dat hij bepaalde lezers - die  hij juist probeerde te bereiken - zou kwijtraken.  In brief nr. 15 in On Books And Baptism, geschreven aan Wallace Nicholson op 14 oktober 1934, schreef Pink dat hij vond dat het onderwerp van de doop geen punt was dat de gemeenschap tussen christenen mocht verstoren. 

## Biografie
Pink werd op 1 april 1886 geboren in Nottingham, Engeland. Op zijn tweeëntwintigste werd hij christen (in 1908). Hoewel hij christelijke ouders had, werd hij voor zijn bekering lid van een theosofisch gezelschap (een occulte gnostische groepering die toen erg populair was in Engeland), en hij werd al snel een belangrijke figuur binnen de beweging. Door de geduldige waarschuwingen van zijn vader die hem herhaaldelijk met de Bijbel confronteerde, kwam hij uiteindelijk tot bekering. Hij werd vooral getroffen door Spreuken 14:12: 'Soms schijnt een weg iemand recht, maar het einde daarvan voert naar de dood.' Dat vers bewoog hem ertoe de theosofie vaarwel te zeggen om Jezus te volgen.
Omdat hij meer bijbelkennis wilde vergaren, vertrok hij naar de Verenigde Staten om te studeren aan het Moody Bible Institute in Chicago.  In 1916 trouwde hij met de uit Kentucky afkomstige Vera E. Russell (8 januari 1893 - 17 juli 1962). Maar ongeduldig als hij was, vertrok hij al na twee maanden naar Colorado, waar hij als predikant diende. Daarna diende hij als predikant in kerken in Californië, Kentucky en South Carolina. Van 1925 tot 1928 werkte hij als predikant in Australië. In januari 1922 richtte hij het bijbelstudiemaandblad Studies in the Scriptures op, dat ondanks de kleine oplage van ongeveer 1000 exemplaren wereldwijd door christenen gelezen werd. In 1934 keerde Pink terug naar England en enkele jaren later begon hij boeken en pamfletten te schrijven. Pink stierf aan bloedarmoede op 15 juli 1952 in Stornoway, Schotland.
Na Pinks dood werden zijn werken opnieuw uitgegeven door verschillende uitgeverijen, waaronder Banner of Truth Trust, Baker Book House, Christian Focus Publications, Moody Press en Truth for Today, waardoor zij bij een veel groter publiek bekend werden. Biograaf Iain Murray zegt over Pink, "de verspreiding van zijn geschriften na zijn dood maakte hem tot een van de meest invloedrijke evangelische auteurs in de tweede helft van de twintigste eeuw." Zijn boeken veroorzaakten een hernieuwde interesse in ‘verklarend preken’, en bepaalde zijn lezers opnieuw bij de noodzaak van een ‘bijbels leven’. Maar zelfs vandaag blijkt Pink afwezig te zijn in de meeste christelijke biografische encyclopedieën, en wordt hij over het hoofd gezien in veel christelijk-religieuze geschiedschriften.

## Verandering van visie
In de eerste werken van Pink komt duidelijk zijn geloof in de bedelingenleer aan bod, maar in 1952 schreef hij een serie artikelen in Studies in the Scriptures waarin hij deze leer verwierp. Geloofde hij bij het schrijven van De antichrist nog in de komst van een persoonlijke antichrist (een persoon, een individu) als tegenstander en imitator van Jezus Christus, en in een opname van de Gemeente vóór de grote verdrukking, later verwierp hij deze visie en ruilde hij die in voor een visie die veel weg had van die van William Tyndale. Tyndale zag de antichrist alleen als een geestelijke macht die in heel de christelijke bedeling werkzaam was. Hij zag de 'weerhouder' in 2 Thessalonicenzen 2:7 niet zoals het merendeel van de huidige christenen als de Heilige Geest, maar als de antichristelijke macht die het Woord van God 'opsloot' of voor zichzelf hield en de werking ervan 'weerhield'. Bijvoorbeeld: de leden van de rooms-katholieke kerk mochten vroeger niet zelf de Bijbel lezen.

## Werken
- De Antichrist (Nederlandse vertaling van The Antichrist, Uitgeverij Maatkamp 2012)
- Al wat de profeten gesproken hebben, Uitgeverij Lectori Salutem 2010
- Een viervoudige verlossing, Uitgeverij Lectori Salutem 2012
- Brengt al de tienden in het schathuis, Uitgeverij Lectori Salutem 2013
- Roemt Zijn deugden
- Vuur uit de hemel (Nederlandse vertaling van The life of Elijah, De Banier 2010)
- Een waar geloof (Nederlandse vertaling van Saving Faith, De Groot Goudriaan 2007)
- Zie hij bidt (Nederlandse vertaling van A Guide to Fervent Prayer, De Groot Goudriaan 2009)
- Het leven van Elisa (Nederlandse vertaling van Gleanings from Elisha, J.J. Groen en Zoon 1996)
- De soevereiniteit van God (Nederlandse vertaling van The sovereignty of God)
- The Atonement
- Attributes of God
- The Beatitudes and the Lord's Prayer
- The Christian Sabbath
- Christmas
- Comfort for Christians
- The Doctrine of Justification
- The Decrees of God
- The Doctrine of Reconciliation
- The Doctrine of Salvation
- The Doctrine of Sanctification
- The Doctrine of Revelation
- The Divine Covenants
- The Divine Inspiration of the Bible
- Eternal Security
- Exposition of John
- Exposition of Hebrews
- Exposition of the Sermon on the Mount
- Gleanings in Genesis
- Gleanings in Exodus
- Gleanings in Joshua
- Gleanings from Paul (copyright 1967 by The Moody Bible Institute of Chicago, Ninth printing, 1970)
- Gleanings in the Godhead
- A Guide to Fervent Prayer
- The Holy Spirit
- Interpretation of the Scriptures
- Letters of A. W. Pink
- The Life of Elijah
- The Life of David
- The Patience of God
- Practical Christianity
- Profiting from the Word
- The Redeemer's Return
- The Seven Sayings of the Savior on the Cross
- Studies on Saving Faith (first published in Studies in the Scriptures)
- The Satisfaction of Christ
- The Sovereignty of God
- Spiritual Union and Communion
- Spiritual Growth
- The Total Depravity of Man

## Verwijzingen
1. ↑  The Life of Arthur W. Pink, door Iain H. Murray, pag. 23
2. ↑  Tyndale’s Doctrine of Antichrist and his Translation of 2 Thessalonians 2, door R. M. Davis, pag. 9-13

- Biblioteca Nacional de España: XX1047873
- Bibliothèque nationale de France: cb12095671p (data)
- Catàleg d'autoritats de noms i títols de Catalunya: 981058514136706706
- CiNii: DA05849036
- Gemeinsame Normdatei: 12092966X
- International Standard Name Identifier: 0000 0001 0905 4185
- Library of Congress Control Number: n80004240
- MusicBrainz: a905235f-cb81-43a7-bf99-ff0fdf7e4114
- Bibliotheek van het Japanse parlement: 00452854
- Nationale Bibliotheek van Tsjechië: uk2011665987
- Nationale Bibliotheek van Israël: 987007278291505171
- Nationale en Universitaire bibliotheek Zagreb: 000434633
- Nederlandse Thesaurus van Auteursnamen: 074554328
- Réseau des bibliothèques de Suisse occidentale: 02-A005904885
- Système universitaire de documentation: 029301262
- Trove: 947567
- Virtual International Authority File: 59111216
- WorldCat: E39PBJpYBGPVHB9g89Qqy6y8G3